# Sobrasada

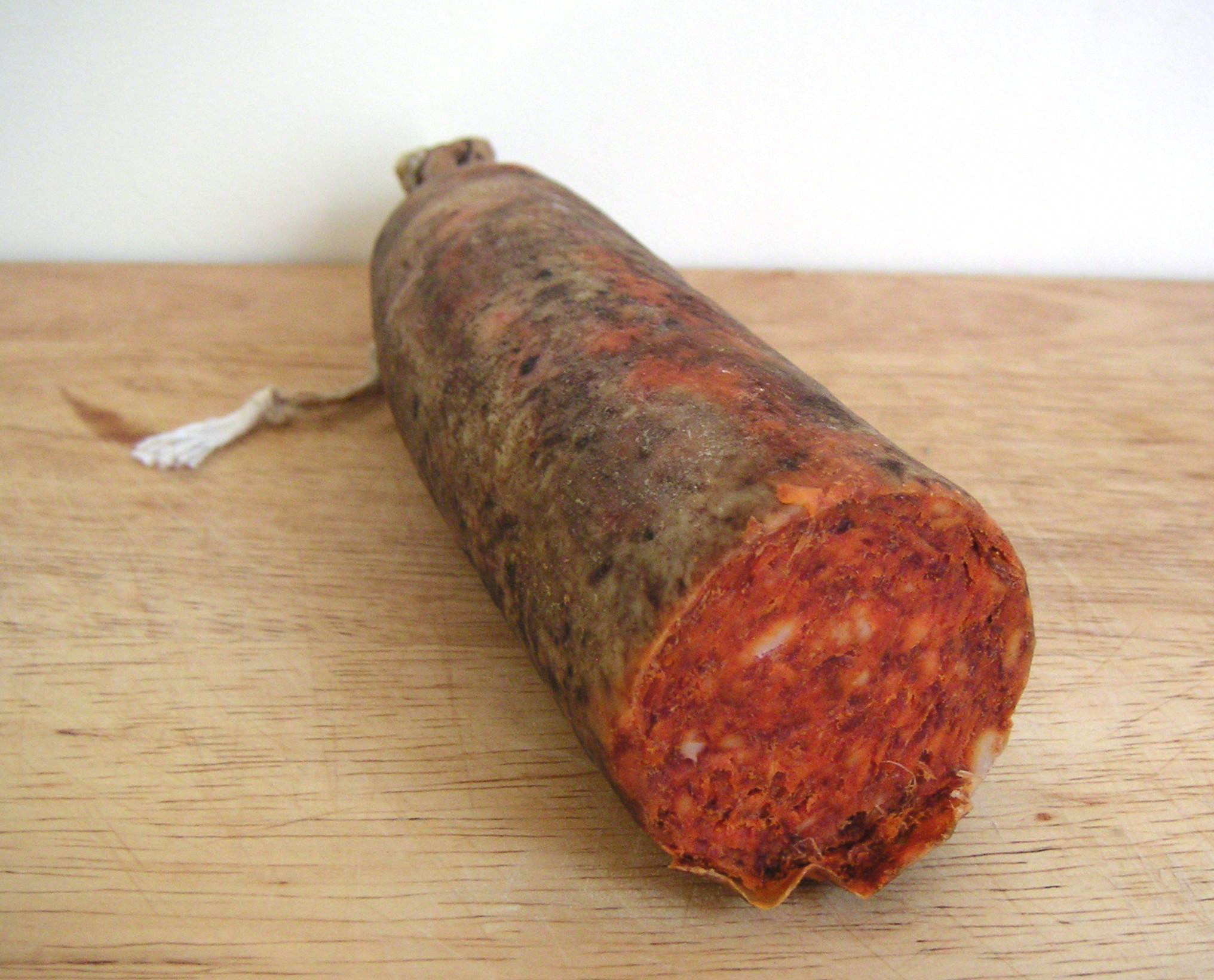
Sobrasada domowego wyrobu

Sobrasada (kat. Sobrassada) – rodzaj kiełbasy, tradycyjnie produkowany na Balearach, zwłaszcza na Majorce. Podstawowymi składnikami jest mięso wieprzowe, papryka, sól i inne przyprawy.